# Barisó I de Lacon
Barisó I de Lacon fou fill de Constantí III de Lacon i jutge de Gallura. Apareix per primer cop com a jutge el 1173, segurament després de la mort del seu pare. El seu nom és esmentat en actes del 1182 i 1184. Va morir el 1203 o poc abans. Estava casat amb Elena de Lacon que era viva encara l'estiu del 1206. Només va deixar una filla, Elena de Lacon, que va heretar el jutjat.